# Mitopeltis chilensis
Mitopeltis chilensis är en svampart som beskrevs av Speg. 1921. Mitopeltis chilensis ingår i släktet Mitopeltis och familjen Micropeltidaceae.   Inga underarter finns listade i Catalogue of Life.